# (14973) Rossirosina
(14973) Rossirosina est un astéroïde de la ceinture principale.

## Description
(14973) Rossirosina est un astéroïde de la ceinture principale. Il fut découvert le 1er septembre 1997 à San Marcello Pistoiese par Andrea Boattini. Il présente une orbite caractérisée par un demi-grand axe de 2,77 UA, une excentricité de 0,07 et une inclinaison de 4,5° par rapport à l'écliptique.

## Nomm
La planète mineure est nommée d'après Rosina Rossi Boattini, mère du découvreur.

## Compléments